# Курово (Медновське сільське поселення)
Курово (рос. Курово) — присілок в Калінінському районі Тверської області Російської Федерації.
Населення становить 1 особу. Входить до складу муніципального утворення Медновське сільське поселення.

## Історія
Від 2005 року входить до складу муніципального утворення Медновське сільське поселення.

## Населення
| 2008 | 2010 |
| ---- | ---- |
| 3    | ↘1   |